# Ponte di Uddevalla
Il ponte di Uddevalla è un ponte strallato sullo stretto di Sunninge, presso la città di Uddevalla, in Svezia.